# Bucey-lès-Gy
Bucey-lès-Gy is een gemeente in het Franse departement Haute-Saône (regio Bourgogne-Franche-Comté) en telt 642 inwoners (2011). De plaats maakt deel uit van het arrondissement Vesoul.

## Geografie
De oppervlakte van Bucey-lès-Gy bedraagt 21,6 km², de bevolkingsdichtheid is 29,7 inwoners per km².
De onderstaande kaart toont de ligging van Bucey-lès-Gy met de belangrijkste infrastructuur en aangrenzende gemeenten.

## Demografie
Onderstaande figuur toont het verloop van het inwonertal (bron: INSEE-tellingen).